# Cosimo Alemà
Cosimo Alemà (Roma, 26 ottobre 1970) è un regista, sceneggiatore e produttore cinematografico italiano.

## Biografia
Cosimo Alemà ha iniziato a lavorare nel campo dei videoclip nei primi anni '90, e dopo diversi anni come assistente regista ha fondato la compagnia "The Mob". Ha all'attivo la direzione per più di 200 video musicali per artisti italiani e stranieri.
Nel 2011 è uscito nelle sale italiane, distribuito da Bolero Film, il suo primo lungometraggio cinematografico, At the End of the Day - Un giorno senza fine, di genere horror.
Nel 2013 il suo secondo film La Santa è stato selezionato fuori concorso al Festival Internazionale del Film di Roma
Nel 2016 è uscito nelle sale il suo terzo lungometraggio, Zeta - Una storia hip-hop, ambientato nel mondo dell'hip-hop, che vede la partecipazione, con camei, di molti famosi rapper italiani.

## Filmografia

### Videoclip (parziale)

#### 1998
- Marina Rei - T'innamorerò

#### 1999
- Mat-101 - Zilof

#### 2000
- Articolo 31 - Tu mi fai cantare[1] (feat. Paolo Brera)
- Claudio Baglioni - Stai su[1]
- Marina Rei - Inaspettatamente

#### 2001
- Delta V - Numeri in mia vita
- Paolo Meneguzzi - Ed io non ci sto più

#### 2002
- Angela Baraldi - Paradiso
- Articolo 31 - Domani smetto, Spirale ovale
- Delta V - Un colpo in un istante
- Giuliano Palma - Viaggio solo
- Massimo Di Cataldo - Come il mare
- Tiziano Ferro - Le cose che non dici
- Velvet - Perfetto perdente
- Yu Yu - Bonjour bonjour
- Zero Assoluto - Magari meno

#### 2003
- Erika Savastani - Sexy Shop
- Il Nucleo - Oggi sono un demone
- Le Vibrazioni - Vieni da me
- Luca Carboni - Settembre
- Silvia Salemi - Nel cuore delle donne
- Platinò - Oiga querido
- Roberto Angelini - Gattomatto
- Yu Yu - Relax
- Zero Assoluto - Tu come stai

#### 2004
- Haiducii - Dragostea din tei[1]
- La Differenza - In un istante
- Le Vibrazioni - Sono più sereno
- Platinò - Mi manchi
- Punk Division - Seven Nation Army
- Renato Zero - Come mi vorresti
- Rino Ceronti - Giornata solare
- Sergio Cammariere - Libero nell'aria
- Stefano Zarfati - Moto perpetuo
- Verdena - Luna
- Zero Assoluto - Mezz'ora, Minimalismi

#### 2005
- Alex Britti - Prendere o lasciare, Festa, Quanto ti amo
- Laura Bono - Non credo nei miracoli
- Le Vibrazioni - Raggio di sole, Ovunque andrò
- Marina Rei - Fammi entrare, Song'je (feat. 24 Grana)
- Niccolò Fabi - Costruire
- Piotta - Non ti lascia
- Tony Blescia - Una regola non c'è
- Zero Assoluto - Semplicemente

#### 2006
- Edoardo Bennato - Notte di mezza estate (feat. Alex Britti)
- Fabri Fibra - Applausi per Fibra, Su le mani, Mal di stomaco, Idee stupide (feat. Diego Mancino)
- Finley - Sole di settembre, Fumo e cenere
- Fish - Mi porti su (feat. Esa e Kelly Joyce)
- Gianluca Grignani - Liberi di sognare
- Grandi Animali Marini - Tu mi fai star male
- J-Ax - Ti amo o ti ammazzo, Piccoli per sempre
- Le Vibrazioni - Portami via
- Nek - Instabile / Vértigo
- Niccolò Fabi - Oriente
- Omino Stanco - Is It (Easy) 4 U
- Rino Ceronti - Era il '72
- Pastora - Basterebbe una volta (feat. Morgan)
- Tormento - Mi piaci
- Virginio - Davvero
- Zero Assoluto - Svegliarsi la mattina, Sei parte di me

#### 2007
- Cinema2 - Suave
- Cor Veleno - Testa rotta
- Gel - Il ritorno, Lei
- Fabri Fibra - Questo è il nuovo singolo,  Bugiardo, La soluzione
- Figli di Madre Ignota - Theme from Paradise
- Finley - Domani
- Grandi Animali Marini - Splendidamente pazza
- Le Vibrazioni - Dimmi
- Lombroso - Cosa stai dicendo
- Mas Ruido - Stand Out[1][2][3][4]
- Max Pezzali - Torno subito
- Nek - Notte di febbraio / Noche de febrero
- Nesli - Riot, Nesli Park
- Rio - Dimmi
- Simone Cristicchi - La risposta
- Tiromancino - Angoli di cielo
- Tiziano Ferro - E fuori è buio
- Two Fingerz - Figli del caos
- Velvet - Sei felice
- Zero Assoluto - Appena prima di partire / Win or Lose (feat. Nelly Furtado), Meglio così

#### 2008
- Fabri Fibra - In Italia (feat. Gianna Nannini)
- Gel - Pane e merda (feat. Truceboys)
- Gianluca Grignani - Cammina nel sole, Ciao e arrivederci, Vuoi vedere che ti amo (feat. L'Aura)
- Giusy Ferreri - Non ti scordar mai di me, Novembre
- Ligabue - Il centro del mondo[5]
- Lombroso - Credi di conoscermi
- Patrizia Laquidara - Ziza
- Syria - Canzone d'odio
- The Styles - Sex[1]
- Two Fingerz - Oltre il mare (feat. Dargen D'Amico e Joe Fallisi)

#### 2009
- Airys - Esco[2]
- Afterhours - Il paese è reale
- Anna Tatangelo - Rose spezzate
- Coolio - Change (vs. Ennio Morricone)
- Fabri Fibra - Incomprensioni (feat. Federico Zampaglione), Speak English
- Francesco Renga - Uomo senza età
- Gemelli DiVersi - Vivi per un miracolo, Nessuno è perfetto
- Gianna Nannini - Attimo
- Giuliano Palma & The Bluebeaters - Per una lira, Un grande sole (feat. Samuel), Il cuore è uno zingaro
- Marracash - Estate in città
- Mina - Adesso è facile (feat. Afterhours)
- Ministri - Tempi bui
- Zero Assoluto - Per dimenticare, Cos'è normale (feat. Tiromancino)

#### 2010
- Diana Tejera - Degni di esistere[3]
- Fabri Fibra - Vip in Trip, Tranne te
- Gianna Nannini - Ogni tanto
- Giuliano Palma & The Bluebeaters - Nuvole rosa (feat. Melanie Fiona)
- Lost - L'applauso del cielo
- Marracash - Fino a qui tutto bene, Stupido, Rivincita (feat. Giusy Ferreri)
- Motel Connection - Uppercut
- Nonego - Killers
- Paola & Chiara - Milleluci
- Rino De Maria - Sangue e cuore

#### 2011
- Alex Britti - Immaturi
- Anna Tatangelo - Sensi
- Casino Royale - Io e la mia ombra, Ogni uomo una radio (Turn It On!)
- Club Dogo - All'ultimo respiro
- Fabri Fibra - Qualcuno normale (feat. Marracash), Le donne
- Gabriella Ferrone - Un pezzo d'estate
- Marracash - Didinò
- Subsonica - Istrice, Quando
- Zero Assoluto - Questa estate strana[1][2][3][4][6], Perdermi, Se vuoi uccidimi

#### 2012
- Blastema - Tira fuori le spine
- Caponord - L'autunno che cade
- Casino Royale - Vivi
- Coez - Hangover
- Confield - Hidden Away
- Fabri Fibra - Pronti, partenza, via!
- Gigi D'Alessio - Chiaro, Sono solo fatti miei
- Il Cile - Il mio incantesimo
- LNRipley - When the Day Is Done
- Mattia De Luca - Ninì
- Nasty - Parli male del mio rap
- Nina Zilli - L'amore è femmina (Out of Love)
- Pacifico - Ogni giorno (mantra recitato) (feat. Alioscia e Patrick)
- Two Fingerz - Come le vie a NY

#### 2013
- Anna Tatangelo - Occhio x occhio
- Antonella Lo Coco - Cuore scoppiato
- Baustelle - La morte (non esiste più)
- Blastema - Dietro l'intima ragione
- Casino Royale - Ogni singolo giorno
- Deserto Rosso - Casa mia
- Diana DB - Beep Beep (A Ha)
- Fabri Fibra - Guerra e pace
- Fedez - Nuvole di fango (feat. Gianna Nannini)
- Gianna Nannini - Indimenticabile, Scegli me
- Humana - Perso
- Ligabue - Tu sei lei
- Subsonica - La scoperta dell'alba

#### 2014
- Deserto Rosso - Messico lontano
- Fedez - Magnifico (feat. Francesca Michielin)
- Ligabue - Per sempre
- Manupuma - Ladruncoli, Charleston
- Marco Mengoni - Guerriero
- Michele Bravi - Sotto una buona stella
- Noemi - Bagnati dal sole, Un uomo è un albero
- Zero Assoluto - All'improvviso, Adesso basta, Un'altra notte se ne va

#### 2015
- Anna Tatangelo - Inafferrabile[7], Gocce di cristallo
- Gloria Bennati - Vortice (feat. Marracash)
- J-Ax - Il bello d'esser brutti
- Lorenzo Fragola - The Reason Why
- Ligabue - Non ho che te
- Luca Carboni - Luca lo stesso
- Marco Mengoni - Esseri umani
- Marracash - In radio
- Neffa - Sigarette
- Rakele - Niente è come noi
- Rocco Hunt - Se mi chiami (feat. Neffa)

#### 2016
- Alessandra Amoroso - Sul ciglio senza far rumore
- Cecile - Da 3 (feat. Piotta), AfroFunky (Musica per l'Africa) (feat. Kuerty Uyop)
- Francesco Di Bella - Aziz (feat. 99 Posse)
- Izi - Scusa (feat. Moses Sangare)
- Klimt 1918 - Comandante
- Litfiba - L'impossibile[8]
- Lowlow - La solitudine del numero 1
- Noemi - Fammi respirare dai tuoi occhi, Idealista!
- Paolo Buonvino - Renaissance (feat. Skin)
- Pooh - Pierre
- Samuel - Rabbia
- Sante - Serpente

#### 2017
- Afterhours - Bianca (feat. Carmen Consoli)
- Alessio Bernabei - Nel mezzo di un applauso
- Chiara Civello - Come vanno le cose
- Fabri Fibra - Fenomeno, Pamplona (feat. Thegiornalisti)
- Giorgia - Vanità, Credo
- Humana - Karma
- Joe Victor - Disco Folk Genial
- Lacuna Coil - Blood, Tears, Dust, You Love Me 'Cause I Hate You
- Maldestro - Canzone per Federica
- Roy Paci & Aretuska - Tira
- Sinplus - You and I (feat. Mickey Shiloh)
- Soul System - Liquido

#### 2018
- 'A67 - Il male minore (feat. Caparezza)
- Boomdabash - Non ti dico no (feat. Loredana Bertè)
- Federica Carta - Molto più di un film, Sull'orlo di una crisi d'amore (feat. La Rua)
- Le Vibrazioni - Amore Zen (feat. Jake La Furia)
- Maria Matveeva & Deep Forest - Princess of Ukok
- Sinplus - Runnin' Wild, Not Alone

#### 2020
- Anna Tatangelo - La fortuna sia con me
- Max Pezzali - Sembro matto
- Shamz - The Alchemist (feat. TNT Music)

#### 2022
- Fabri Fibra - Propaganda, Stelle (feat. Maurizio Carucci)
- Matteo Bocelli - Un attimo di te / Tu luz quedó / Until She's Gone (feat. Sebastián Yatra)

#### 2024
- Articolo 31 - Peyote (feat. Fabri Fibra e Rocco Hunt)
- Fabri Fibra - In Italia 2024 (feat. Emma e Baby Gang)

#### 2025
- Fabri Fibra - Che gusto c'è (feat. Tredici Pietro), Stupidi (feat. Papa V e Nerissima Serpe)

### Corti e lungometraggi
- Quiete, episodio di Intolerance (1996) - documentario
- Tutti intrusi (1997)
- Gonfiate la bambola (2000) - cortometraggio
- L'ospite perfetto - Room4U
- At the End of the Day - Un giorno senza fine (2011)
- La santa (2013)
- Zeta - Una storia hip-hop (2016)
- Backstage - Dietro le quinte (2022)